# Pfarrkirche St. Ulrich am Pillersee

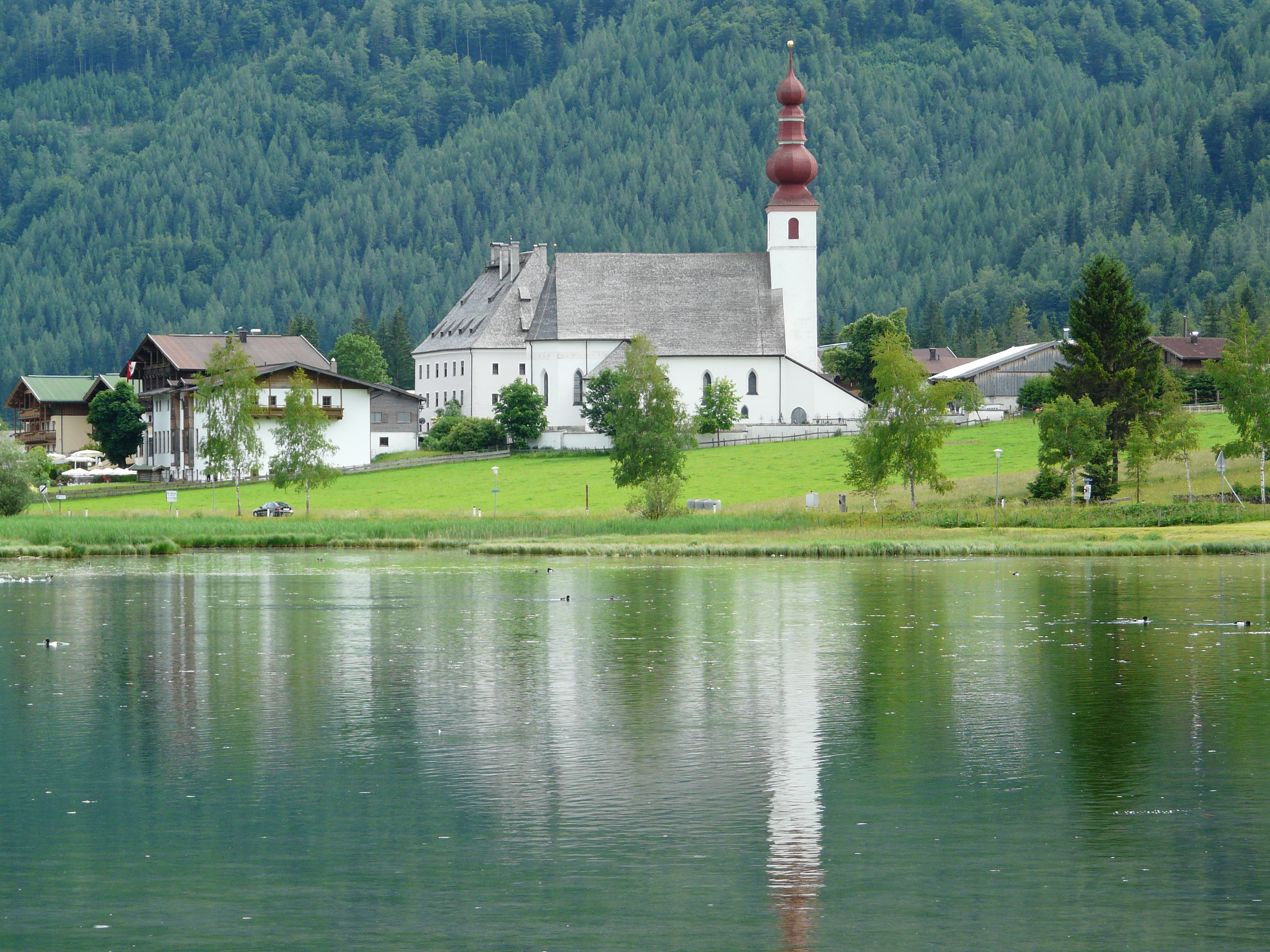
Katholische Pfarrkirche hl. Ulrich in St. Ulrich am Pillersee

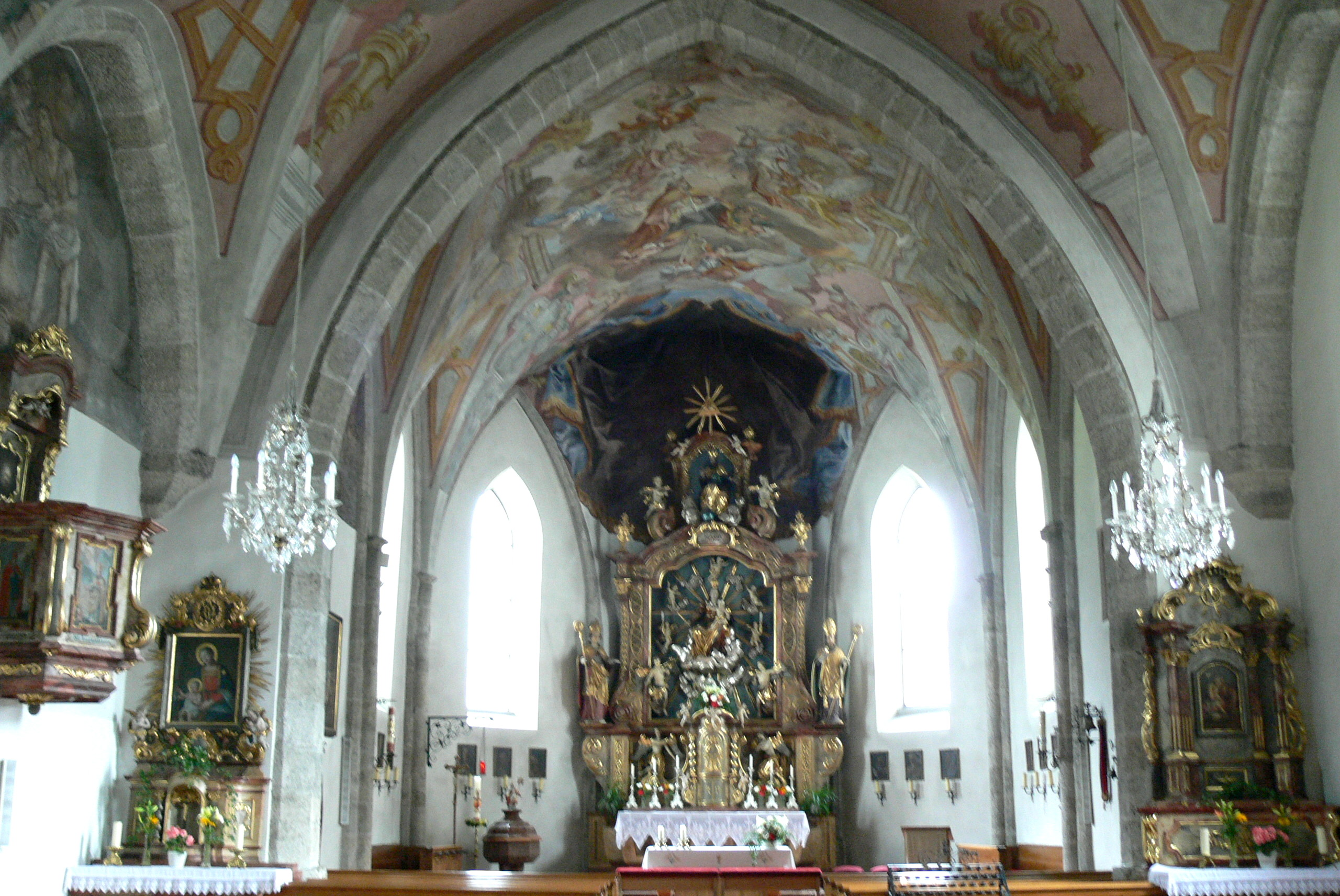
Langhaus, Blick zum Chor

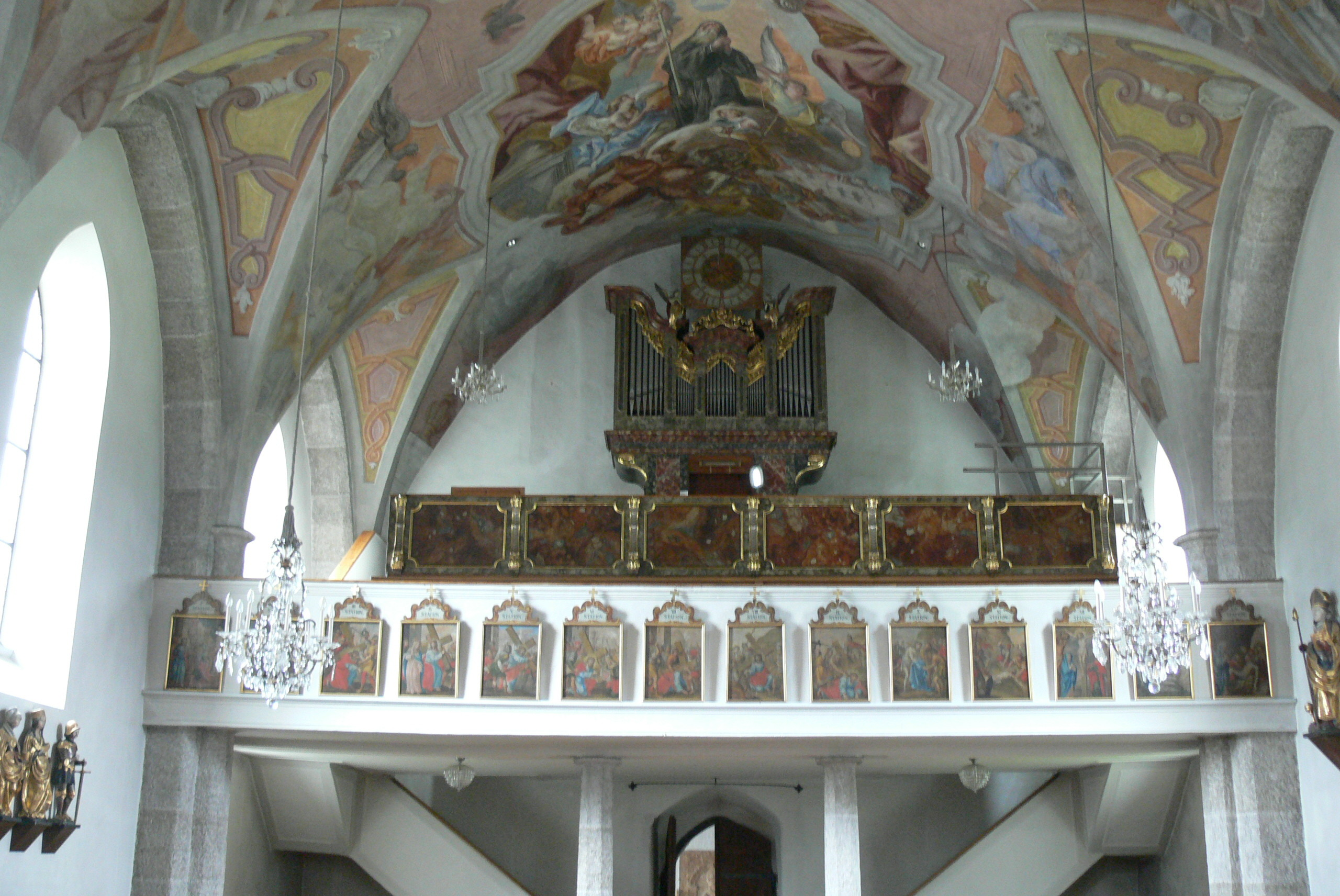
Langhaus, Blick zur Orgelempore

Die Pfarrkirche St. Ulrich am Pillersee steht am Westrand des Dorfes in der Gemeinde St. Ulrich am Pillersee im Bezirk Kitzbühel im Bundesland Tirol. Die dem Patrozinium hl. Ulrich von Augsburg unterstellte römisch-katholische Pfarrkirche gehört zum Dekanat St. Johann in Tirol in der Erzdiözese Salzburg. Die Kirche und der Friedhof stehen unter Denkmalschutz (Listeneintrag).

## Geschichte
Urkundlich wurden 1073 die Örtlichkeit und ihre Kirche in einer allerdings im Mittelalter gefälschten Urkunde als Bileresse per totum cum ecclesia genannt. Das Tal stand spätestens 1151 und bis 1803 im Besitz vom Kloster Rott am Inn. Das 1254 errichtete Benediktinerpriorat wurde 1803 aufgehoben.
Die Kirche wurde im Ende des 15. Jahrhunderts erbaut und im 18. Jahrhundert barockisiert. Von 1864 bis 1868 erfolgte eine Regotisierung. Mit der Renovierung 1960/1961 wurde die barocke Ausstattung wiederhergestellt.

## Architektur
Der spätgotische Kirchenbau mit einem barockisierten romanischen Westturm ist von einem Friedhof umgeben. Die Kirche war ehemals mit einem mehrflügeligen Prioratshof verbunden, wovon noch das dreigeschoßige Widum unter einem steilen Walmdach erhalten ist.
Das schlichte Langhaus – im Kern wohl romanisch – mit drei südseitigen Spitzbogenfenstern schließt an einen eingezogenen spätgotischen polygonal schließenden Chor an. Der Chor hat ein Sockelgesims und ein gemaltes Maßwerkfries unterhalb der Traufe und Spitzbogenfenster. Der im Westen vorgestellte Turm hat ein romanisches Mauerwerk und rundbogige barocke Schallöffnungen, er trägt einen barocken Doppelzwiebelhelm. An der Südwestecke steht ein Kapellenanbau und eine Vorhalle. Nordseitig steht ein zweigeschoßiger Sakristeianbau. Südseitig ist die Kirche mit einer geschlossenen Brücke mit dem Pfarrhof verbunden.
Das Kircheninnere zeigt ein dreijochiges Langhaus, das Gewölbe ist im Kern gotisch, die Wandpfeiler haben polygonale Dienste. Der weite Triumphbogen ist spitzbogig und abgekantet. Der einjochige Chor schließt mit einem Fünfachtelschluss, auch hier wurde das gotische Gewölbe in der Mitte des 18. Jahrhunderts verändert, die Rippen wurden abgeschlagen bzw. liegen unter Putz, das Gewölbe ruht auf flachen Wandpfeilern und Runddiensten. Im Turmerdgeschoß wurden beim ehemaligen spätgotischen Sternrippengewölbe ebenfalls die Rippen abgeschlagen.
Die barocken Gewölbemalereien schuf Simon Benedikt Faistenberger nach 1751, im Chor Glorie des hl. Ulrich und an den Zwickeln zwei Szenen aus seinem Leben, im Langhaus die Heiligen Augustinus, Monika, Nikolaus von Tolentino vor der Madonna (Gürtelspende) sowie Triumph des hl. Benedikt und Sturz des Bösen, in den breiten Gewölbezwickeln Evangelisten und Kirchenväter, in zwei Schildbogenfeldern der Nordwand Geißelung Christi und Dornenkrönung.

## Ausstattung
Der Hochaltar aus 1736 wurde als Kaprun hierher übertragen, er trägt die Schnitzfiguren Thronende Madonna, Ulrich und Augustinus sowie Gottvater, alle aus dem zweiten Viertel des 17. Jahrhunderts.
Der linke Seitenaltar zeigt das Gnadenbild Maria Trost aus dem Ende des 18. Jahrhunderts. Der rechte Seitenaltar und die Kanzel sind aus der Mitte des 18. Jahrhunderts.
Die spätgotischen Statuen der Heiligen Thomas von Canterbury und Adolar stammen aus der Zeit um 1480/90, die Statuen der Heiligen Florian, Maria Magdalena, Katharina entstanden um 1525.
Eine Glocke nennt 1518.

## Grabdenkmäler
- Es gibt ein gemaltes Epitaph zu Hieronymus Pegger 1578 mit einem Bild der Auferstehung Christi.
- Im Turmerdgeschoß steht ein figuraler Grabstein zum Abt Paul Edlinger 1536.